# Peter Lovacký
Peter Lovacký (* 15. dubna 1956) je bývalý slovenský fotbalista, útočník. Jeho otec Peter Lovacký byl rovněž prvoligovým fotbalistou Lokomotívy Košice.

## Fotbalová kariéra
V československé lize hrál za Lokomotívu Košice. Nastoupil ke 131 ligovým utkáním a dal 16 gólů. Za juniorskou reprezentaci do 21 let nastoupil v 4 utkáních a dal 1 gól. Poháru vítězů pohárů nastoupil ke 4 utkáním. Vítěz Slovenského poháru 1979. V nižších soutěžích hrál i za VTJ Žatec a Chemlon Humenné.

## Ligová bilance
| Ročník                                      | Zápasy | Góly | Klub              |
| ------------------------------------------- | ------ | ---- | ----------------- |
| 1. československá fotbalová liga 1975/76    | -      | 0    | Lokomotíva Košice |
| 1. československá fotbalová liga 1976/77    | -      | 0    | Lokomotíva Košice |
| Česká národní fotbalová liga 1978/79        | -      | -    | VTJ Žatec         |
| 1. československá fotbalová liga 1978/79    | 6      | 0    | Lokomotíva Košice |
| Česká národní fotbalová liga 1979/80        | -      | 0    | Lokomotíva Košice |
| 1. československá fotbalová liga 1980/81    | 23     | 1    | Lokomotíva Košice |
| 1. československá fotbalová liga 1981/82    | 27     | 5    | Lokomotíva Košice |
| 1. československá fotbalová liga 1982/83    | 19     | 0    | Lokomotíva Košice |
| 1. československá fotbalová liga 1983/84    | 14     | 0    | Lokomotíva Košice |
| 1. československá fotbalová liga 1984/85    | 12     | 0    | Lokomotíva Košice |
| 1. slovenská národní fotbalová liga 1984/85 | 10     | 1    | Chemlon Humenné   |
| 1. slovenská národní fotbalová liga 1985/86 | 10     | 0    | Chemlon Humenné   |
| 1. slovenská národní fotbalová liga 1986/87 | 3      | 1    | Chemlon Humenné   |
| 1. slovenská národní fotbalová liga 1987/88 | 17     | 0    | Lokomotíva Košice |
| CELKEM 1. liga                              | 131    | 16   |                   |